# Lichenophanes numida
Lichenophanes numida é uma espécie de insetos coleópteros polífagos pertencente à família Bostrichidae.
A autoridade científica da espécie é Lesne, tendo sido descrita no ano de 1899.
Trata-se de uma espécie presente no território português.